# Ensemble bâti par le céramiste Jean Linard
L'ensemble bâti par le céramiste Jean Linard est un monument historique situé en plein Pays-Fort du Cher, à Neuvy-Deux-Clochers, entre Sancerre et Bourges (France). Il est constitué d'une maison d'habituation et des ateliers, bâtis par le céramiste Jean Linard et la céramiste Anne Kjærsgaard, sa deuxième épouse, et par une « cathédrale » bâtie par Jean Linard.

## Historique
En 1961, Jean Linard (11 juin 1931 – 17 février 2010) achète une ancienne carrière de silex à Neuvy-Deux-Clochers, dans le hameau des Poteries. Avec Anne Kjærsgaard, ils construisent une grande partie de la maison d’habitation et des ateliers, utilisant presque uniquement des matériaux de récupération : poutres, chevrons, huisseries, tuiles, pierres issues de démolitions, briques de four de potier.
Jean Linard remodèlera sa maison plusieurs fois, créant de nouvelles pièces, transformant et refaisant les toitures qu’il agrémentera de tuiles de couleur et de tuiles-personnages de sa fabrication, décorant les cheminées, le tour des portes et des fenêtres de mosaïques aux couleurs éclatantes.
En 1983, il commence ce qu’il a d’abord appelé une chapelle, puis une église et qui deviendra la Cathédrale. Il y consacrera une grande partie des vingt-six dernières années de sa vie. Il disait d’elle que c’était la cathédrale la plus haute du monde puisque « c’est le ciel qui en est le toit ».
Construite en plein air en plein air dans un esprit résolument œcuménique les noms de Jésus, Mahomet, Bouddha, Husayn Ali Nuri, Gandhi, Martin Luther King, Sœur Emmanuelle, Mère Teresa, Picassiette, Gaudí, Picasso et autres personnages que Jean Linard affectionnait particulièrement sont gravés sur la mosaïque. Un chemin de croix s’y termine avec une croix de résurrection aux couleurs éclatantes.
L’arrêté d'inscription comme monument historique a noté sa parfaite intégration au bois où se trouve sa maison : « … l’ensemble bâti par le céramiste Jean Linard (1931-2010), au lieu-dit « les Poteries » à Neuvy-Deux-Clochers (Cher), présente un intérêt d’histoire et d’art suffisant pour en rendre désirable la préservation, en raison d’une part, de la singularité, de la poésie et de l’ambition de cette création originale, hors courant, conçue de 1961 à 2010, par l’artiste potier, (…) d’autre part, de sa parfaite intégration dans le site environnant. ».
Hommage à la Sagrada Família de Gaudí, mais également au Palais Idéal du Facteur Cheval et à la Maison Picassiette de Raymond Isidore, respectivement classés monuments historiques en 1969 et en 1983, la Cathédrale de Jean Linard est un important témoignage d’architecture insolite en France.

Maison d'habitation, ateliers et cathédrale
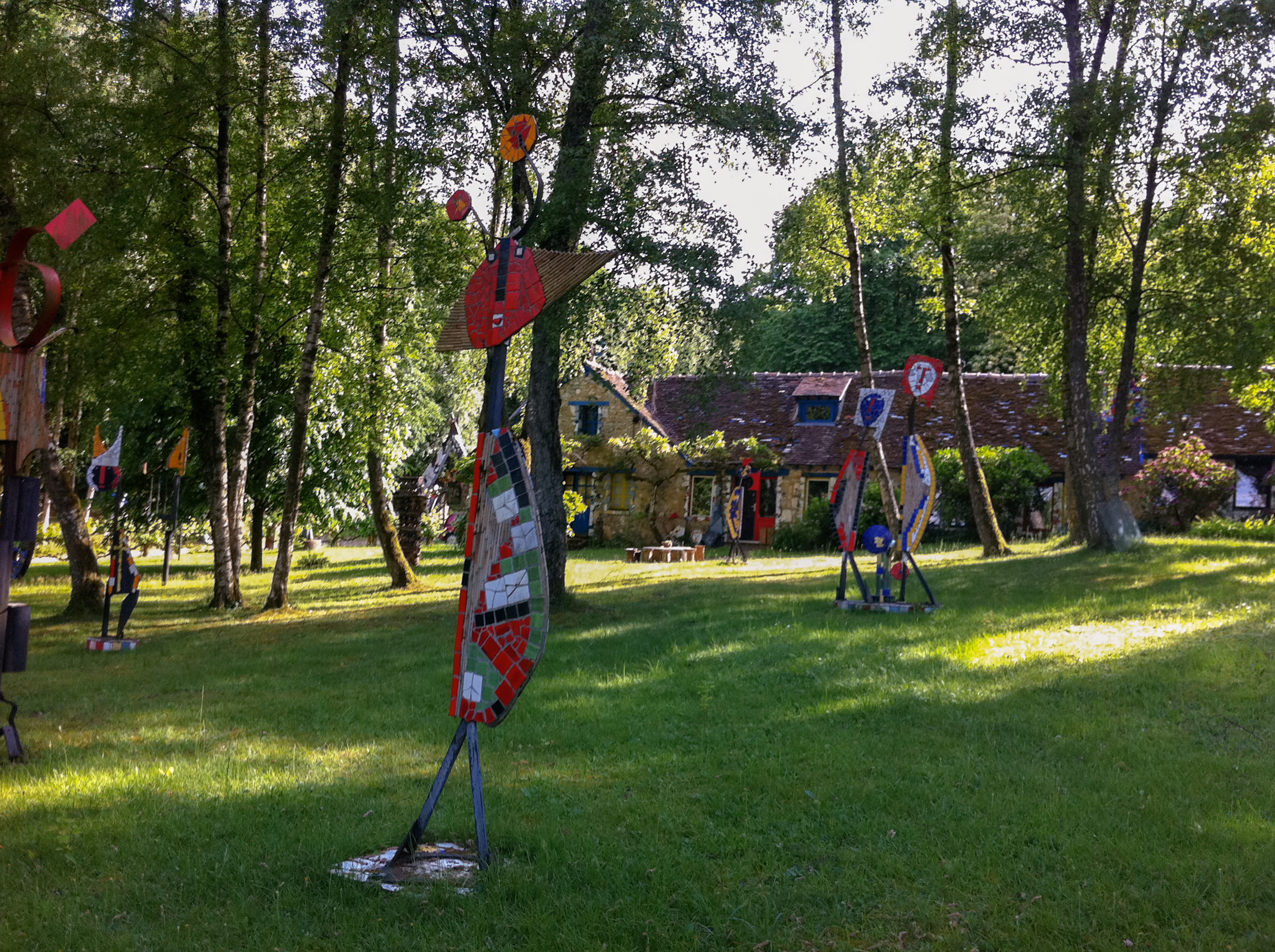
Maison de Jean Linard depuis la route.
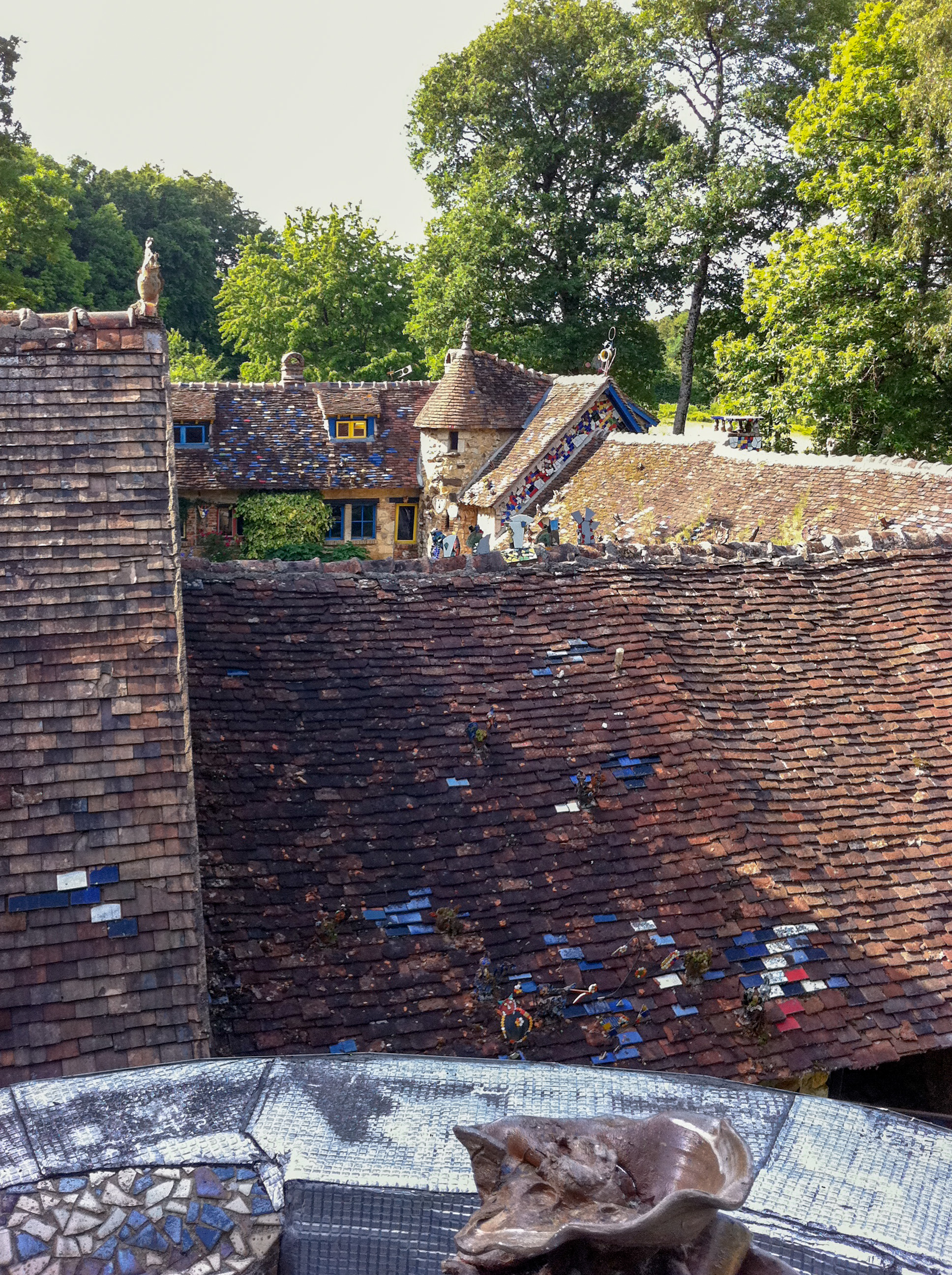
Maison de Jean Linard, depuis la tour Rocard.
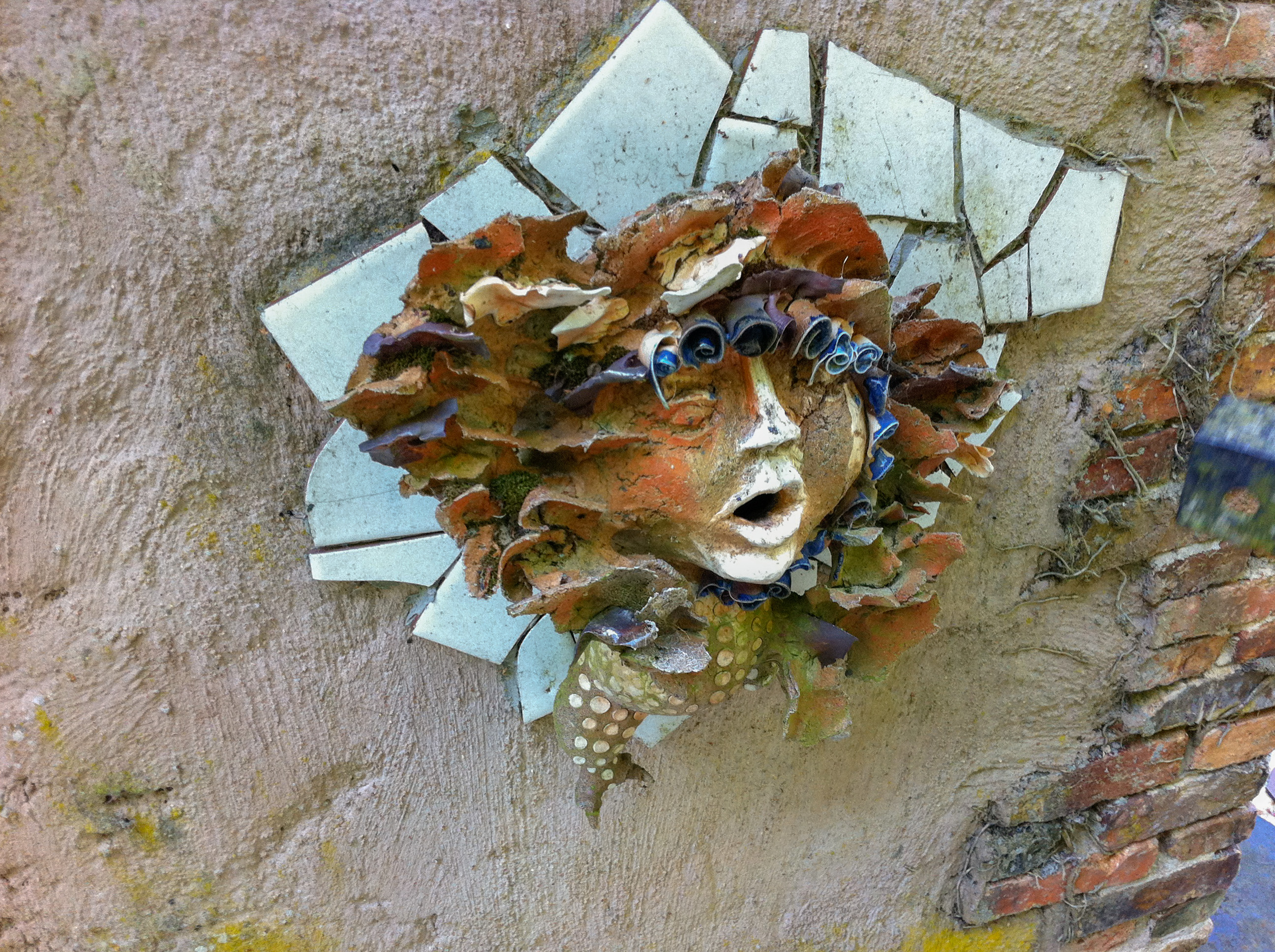
Chimère (« tête d'ange ») sur un mur des ateliers.
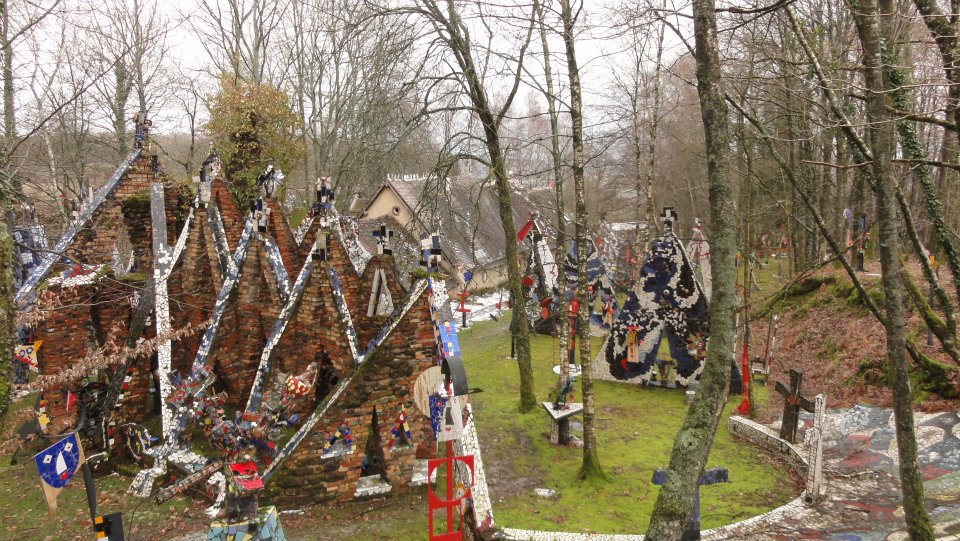
Cathédrale de Jean Linard vue par le fond du jardin, en haut.
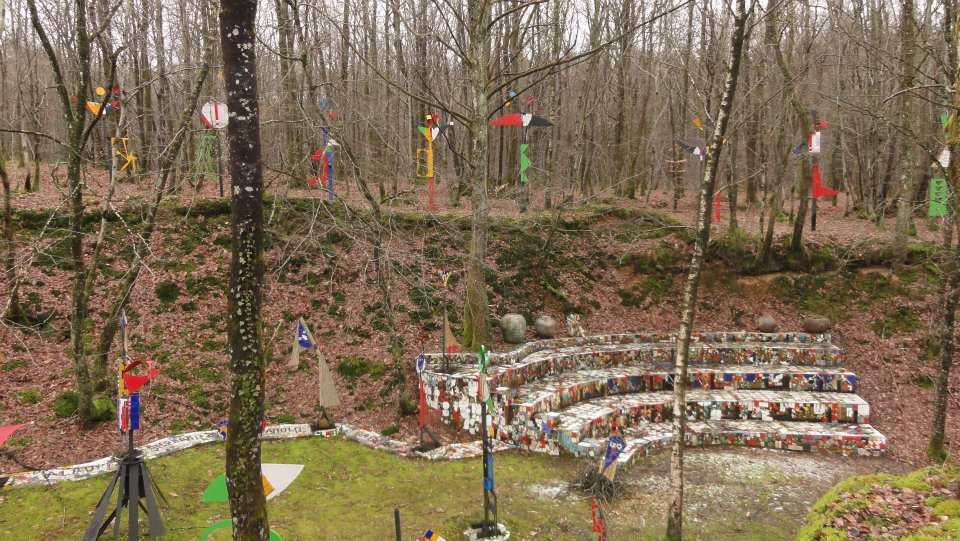
Théâtre-gradins de la cathédrale de Jean Linard.
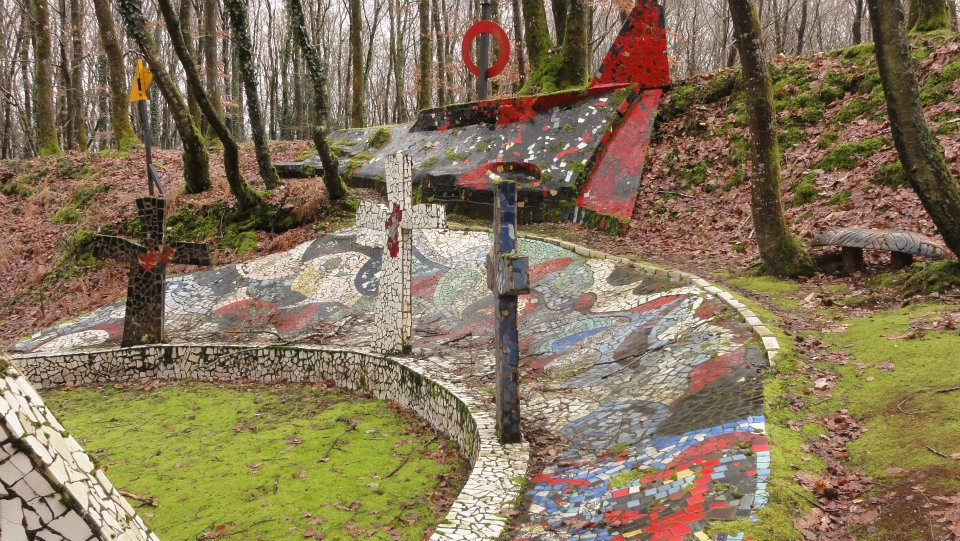
Le calvaire, cathédrale de Jean Linard.

### Mise en vente de la Cathédrale et pétition
Un article de Patrick Martinat, du 14 novembre 2011, paru sur Le Berry républicain, puis dans Le Monde, annonce pour la première fois la décision de la famille Linard, consciente de ne pouvoir entretenir le lieu, de vendre la Cathédrale. Début 2012, quarante-trois spécialistes de l’art brut et de l’art singulier signent une pétition adressée à Frédéric Mitterrand, ministre de la Culture et de la Communication demandant au gouvernement de prendre une mesure de sauvegarde du lieu,.
Cette décision attire la colère d’un groupe local de contribuables.
Lors de sa visite du 12 mars 2012 et au cours de son interview par Pierre Bouchenot pour le 19/20 de France 3, Frédéric Mitterrand, ministre de la Culture et de la Communication, a défini ainsi l’œuvre de Jean Linard : « C’est une œuvre de l’esprit, là où nous sommes, et c’est tout à fait extraordinaire ; et j’espère bien que ce lieu pourra être préservé et pourra être visité par de nombreux promeneurs et de nombreux visiteurs étrangers car c’est un endroit extraordinaire. »
Depuis le 16 juillet 2012, l’ensemble de l’œuvre de Jean Linard (maison et Cathédrale) est inscrit au titre des monuments historiques,,.
En avril 2012 est née l’association « Autour de la Cathédrale de Jean Linard » (ACJL) avec pour premier objectif l’ouverture du site au public durant les mois de juillet et août 2012. Ce projet fut soutenu entre autres, par la DRAC (Direction régionale des Affaires culturelles), le Conseil départemental du Cher, la communauté de communes et la commune de Neuvy-Deux-Clochers. Fin 2012, l’association compte plus de 120 adhérents et, durant les deux mois d’été 3 000 personnes ont visité le lieu.
En 2018, grâce au travail de l'association, la Cathédrale de Jean Linard est le 4e monument le plus visité du Cher avec 7 161 visiteurs.
En 2019, avec 8400 visiteurs, le nombre de visiteurs a presque triplé en 8 ans.[réf. nécessaire]
Malgré les efforts et les bons résultats, la majorité de l’indivision Linard en novembre 2019 a décidé de ne pas renouveler la convention avec l’association, constatant le mauvais état du site et les risques pour la sécurité des visites, notant aussi un « mécontentement de certains vis-à-vis de la gestion du lieu par l’association ».
En juin 2019, des membres de l’ACJL et d’autres passionnés ont fondé la société coopérative d’intérêt collectif Une mosaïque pour la Cathédrale. Le but de cette SCIC est de rassembler les 430 000 € demandés comme prix de vente en vue de l’acquisition collective du site — avec l’achat d’une part à 20 euros — et de faire ainsi de la Cathédrale de Jean Linard un bien commun accessible à tous, basé sur les principes de gouvernance partagée, durabilité, respect et solidarité, bien que la majorité de la famille serait prête à donner le lieu gratuitement à une institution.
La situation se dénoue en juin 2022 lorsque William Rouget et Charlotte Collet achètent les lieux.

#### Ouvrages
- Claude Arz, La France Insolite, Paris, Hachette, 1997, 155 p. (ISBN 978-2-01-015374-7)Claude Arz a aussi réalisé en 1993 le film La cathédrale du vent, documentaire de Claude Arz et Michel Quinejure, L’atelier 256, France 3
- (fr + de) Jean Linard, Im Garten deines Herzens… : Dans le Jardin de ton cœur, Carouge, Éditions Heuwinkel, 2006, 122 p. (ISBN 978-3-906410-09-8)
- John Maizels et Deidi von Schaewen (trad. Corinne Hewlett & Catherine Ianco), Mondes imaginaires [« Fantasy Worlds »], Paris, Taschen, 2007, 335 p. (ISBN 978-3-8228-7101-0)
- Hervé Ronné, Maisons de l’Imaginaire : À la rencontre d’univers insolites, Éditions Ouest-France, 2004, 141 p. (ISBN 978-2-7373-3167-1)

#### Articles
- (en) Claude Arz, « The Ceramic Cathedral of Jean Linard », Raw Vision, no 14,‎ 1996, p. 36-39
- Antoinette Faÿ-Hallé, « La cathédrale de Jean Linard : Un chef-d’œuvre de l’art naïf en péril ? », L’Estampille - L’Objet d’art, no 476,‎ février 2012, p. 54-59

#### Émissions
- Stéphane Bonnefoi et Diphy Mariani, « La cathédrale de Jean Linard, un patrimoine de notre humanité », sur France Culture, 11 septembre 2012.
- Flavien Texier, « “On a retrouvé la mémoire” : la Cathédrale de Jean Linard », sur France Télévisions, 11 avril 2015.
- [vidéo] « Extrait de Vie privée, vie publique du 2 juin 2004 (partie 1) », sur YouTube
- [vidéo] « Extrait de Vie privée, vie publique du 2 juin 2004 (partie 2) », sur YouTube